# Boj na Večićkom polju
Boj na Večićkom polju je samo jedan od zanemarenih događaja u istoriji Bosne. Prateći kontekstualne izvore, može se pouzdano datirati u period između pada države Bosne (1463) i definitivnog pada administrativnog centra Vrbanjske doline (grad Kotor, 1519) pod  osmanlijsku upravu. Sa visokom vjerovatnoćom se može pretpostaviti da je to bila posljednja bitka za odbranu Kotora. S tim u vezi postavlja se i pitanje da li je "Bosna šaptom pala" ubistvom svog posljednjeg kralja ili nakon konačne kapitulacije njene vojske.

## Historija
Večićko polje je oduvijek imalo egzistencijalni značaj za lokalno stanovništvo. Najprije je bilo izvor osnovnih prihoda od poljoprivrede i ostalih djelatnosti lokalnog stanovništva koje se mogu razvijati na plodnim riječnim nanosima. U davnoj prošlosti bilo je značajno i za opstanak država Bosne.
Večićko  polje je bilo poprište velike  bitke za odbranu Bosne od najezde Osmanlija.  Tada su se oko Mlâvâ, plićaka i gaza na Vrbanji (između Večića i Vrbanjaca)  sukobila  koji  osmanlijska vojska sa  braniteljima Bosne – probosanskm snagama iz gotovo cijele tadašnje države, nakon povlačenja pred nadmoćnim neprijateljem. Prema historijskom kontekstu, to je bilo oko 1463, tj.  pada Bosne pod osmanlijsku okupaciju, u borbabama za odbranu srednjevjekovne utvrde Kotor. Zahvaljujući tome, ovaj grad (današnji Kotor-Varoš) je pao tek 56 godina nakon toga.
Bitka na Večićkom polju je, poslije prodora  osmanlijske vojske  preko Drine na Cvilinsko polje (na gazovima Jošanica Cvilin i Šiber/Šibar) bio jedan od najsnažnijih bosanskih otpora nadolazećoj  Osmanlijskoj imperiji. Legenda o tri poginula brata (šehida) u toj bici, na svojevrstan način, do danas ilustrira poštovanje  stanovništva vrbanjske doline herojstva branitelja. Prema ustaljenoj verziji, oni su mrtvi nosili sopstvene glave sve do Večića. Na navodnom mjestu njihove smrti, njima u spomen, na Večićkom polju su podignta tri turbeta. U lokalnimi širim pučkim predanjima se, i bez toga, već stoljećima veliča junaštvo bosanske vojske, unatoč velikom broju izginulih boraca na obje sukobljene strane.
Svojevrsna regionalna atrakcija nekada su bili redovni Aliđunski (Ilindanski, Sveti Ilija) vašeri na Većićkom polju, svakog 2. augusta. Vjerojatno je to bilo tradicionalno zborište starobosanskih obreda, a potom i memorijalno dovište za odavanje poštovanja davne bitke i njenih šehida. Od strane Komisije za očuvanje nacionalnih spomenika Bosne i Hercegovine 2003. godine podnesen je zahtjev da se Nekropoli stećaka Trzan i turbeta u Večićima dodijeli status nacionalnog spomenika kulture u BiH .